# Schuhschachtel-Prinzip

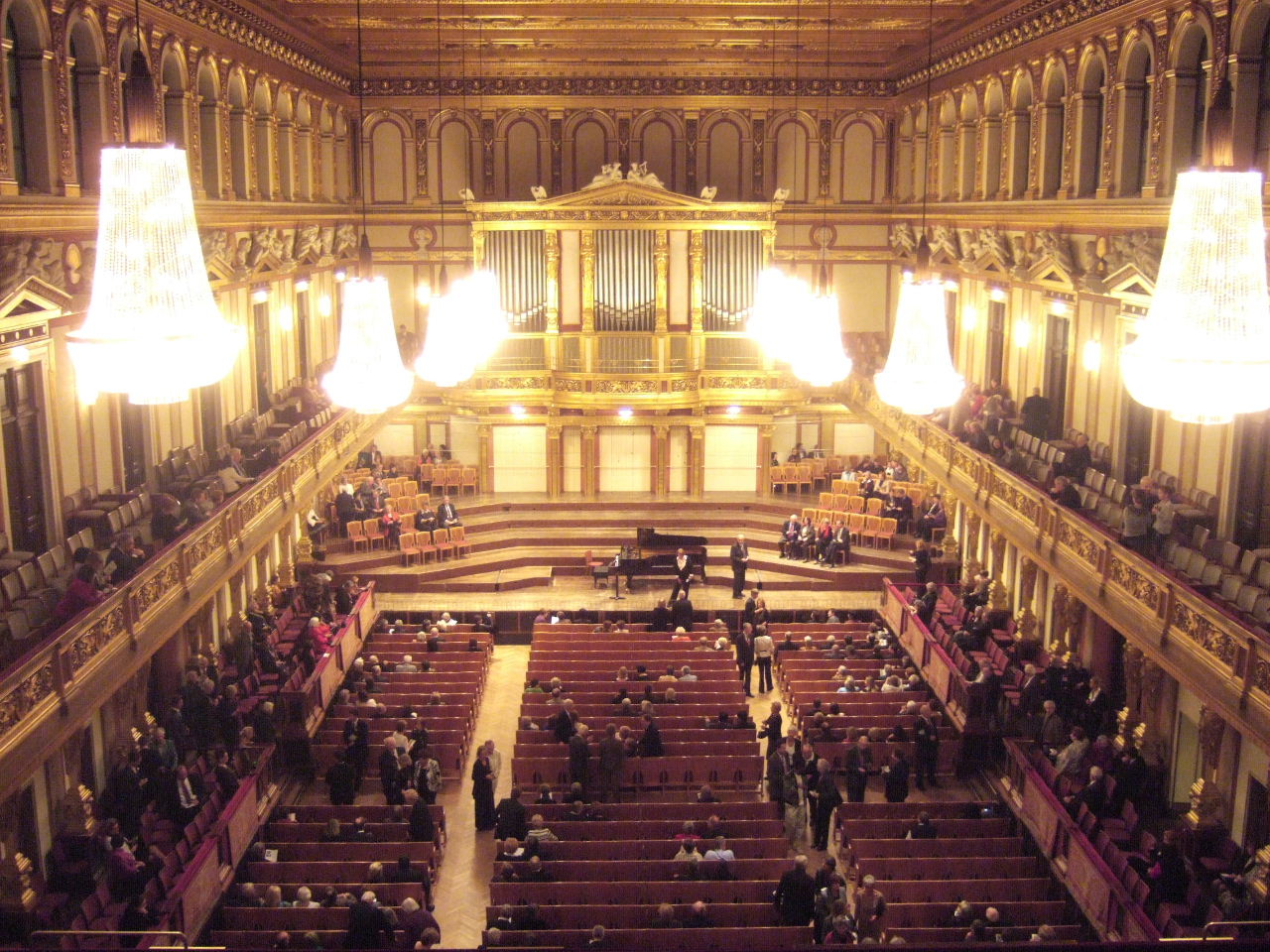
Großer Saal des Wiener Musikvereins

Als Schuhschachtel-Prinzip (auch Scheunen-Prinzip) wird eine im 19. Jahrhundert nach dem Vorbild des alten Leipziger Gewandhauses entwickelte Bauform für Konzertsäle bezeichnet. Den Gegensatz bildet das sogenannte Weinberg-Prinzip.

## Merkmale
Bei dieser Bauform ergibt sich die Länge des Saals aus der Addition seiner Breite und Höhe. Der dabei entstehende Quader ähnelt sehr den Proportionen einer Schuhschachtel. Die Klangqualität in „Schuhschachtel-Sälen“ ist teilweise hervorragend, dazu trägt neben der Geometrie des Raumes aber auch die Art der Innenausstattung bei. Die reiche Ausschmückung der Säle mit Pilastern und Stuckaturen, die gerade für die Zeit des Historismus typisch ist, trägt wesentlich zur optimalen Streuung der Klänge bei.
Anwendung fand das Schuhschachtel-Prinzip beispielsweise beim Großen Musikvereinssaal in Wien, beim Stadtcasino-Musiksaal in Basel oder beim Concertgebouw in Amsterdam (alle vor 1900), wie auch bei der 1929/1930 erbauten Rudolf-Oetker-Halle in Bielefeld und dem Konzerthaus Dortmund von 2002.
Eine Umfrage unter etwa 25 berühmten Dirigenten in den 1950er Jahren ergab folgende Rangliste für die beste Aufführungsstätte, bei der vier der fünf bestbewerteten Säle nach dem Schuhschachtel-Prinzip konzipiert wurden:
1. Musikvereinssaal in Wien
2. Teatro Colón in Buenos Aires
3. Concertgebouw (Amsterdam)
4. Boston Symphony Hall
5. Göteborger Konzerthalle

Neuere Konzertsäle wie etwa das Neue Gewandhaus in Leipzig, die Philharmonie Berlin oder die Elbphilharmonie in Hamburg werden häufig nicht mehr nach dem Schuhschachtel-Prinzip erbaut. Die Architekten arbeiten heute eng mit Raumakustikern zusammen, um auch bei komplexeren Raumkonzepten die gute Klangcharakteristik des Saales zu erreichen.